# Bluebeard (film, 2017)
Pour les articles homonymes, voir Bluebeard.
Pour plus de détails, voir Fiche technique et Distribution.
Bluebeard (hangeul : 해빙 ; RR : Haebing ; litt. « Décongélation ») est un film sud-coréen écrit et réalisé par Lee Soo-yeon, sorti le 1er mars 2017.
Il totalise 1,2 million d'entrées dans le box-office sud-coréen de 2017.

## Synopsis
Un médecin soupçonne son patient et le fils de ce dernier d'être impliqué dans une affaire de meurtres en série non résolue.

## Distribution
- Jo Jin-woong : Seung-hoon
- Shin Goo (en) : le père de Sung-geun
- Kim Dae-myung (en) : Sung-geun
- Lee Chung-ah (en) : Mi-yeon
- Song Young-chang : Jo Kyeong-hwan/Nam In-soo
- Yoon Se-ah : Soo-jung

## Production
Bluebeard marque le retour du réalisateur Lee Soo-yeon depuis son film de 2003 The Uninvited (en), 14 ans plus tôt. Jo Jin-woong, qui joue un médecin souffrant de dépression nerveuse, perd près de 18 kg pour son rôle dans le film,.
Le tournage commence le 20 juillet 2015 et se termine le 7 octobre 2015.

## Sortie
Bluebeard sort en Corée du Sud le 1er mars 2017. Il attire 386 088 spectateurs lors de son premier jour de sortie, ce qui en fait le meilleur départ du mois de mars,,. Le film est vendu au Japon, à Hong Kong, à Macao, aux Philippines, et sort de façon limitée en Amérique du Nord,,. Le film est également projeté au Festival international du film fantastique de Bruxelles,  au Festival international du film de Hawaï et au Festival du film d'Extrême-Orient en Italie.